# Ishikawa Mio
Ishikawa Mio (石川 澪 (Thạch-Xuyên Linh) 30 tháng 3 năm 2002 –) là một nữ diễn viên khiêu dâm người Nhật Bản. Cô thuộc về công ty Production ALIVE.

## Sự nghiệp
Tháng 10/2021, cô ra mắt ngành với hình tượng một "nữ sinh đại học thông thường". Khẩu hiệu của cô là "Cuối cùng đã tìm thấy! Nữ diễn viên khiêu dâm mà tôi muốn".
Phim ra mắt ngành của cô đã xếp thứ nhất trong bảng xếp hạng sàn video FANZA hàng tuần ngày 10/10/2021. Ngoài ra, phim còn xếp thứ nhất trong bảng xếp hạng sàn video FANZA hàng tháng vào tháng 10. Phim thứ hai của cô cũng đã xếp thứ 29 trong cùng bảng xếp hạng
Vào ngày 12/11 cùng năm, để kỉ niệm 30 nghìn người theo dõi trên Twitter, cô đã tổ chức một buổi phát trực tiếp trong 2 giờ trên tài khoản YouTube của công ti ALIVEチャンネル (ALIVE Channel). Phim ra mắt ngành của cô "Tân binh độc quyền 19 tuổi, ngôi sao được tìm thấy giữa 'đời thường' Ishikawa Mio" (新人 専属19歳AVデビュー '普通'の中で見つけたスターの原石 石川澪)  là phim khiêu dâm bán chạy nhất của MOODYZ năm 2021 và phim đã được giới thiệu trên tạp chí Playboy hàng tuần. Cô đã xếp thứ 17 trong bảng xếp hạng nữ diễn viên gợi cảm 2021 trên tạp chí FLASH của Kobunsha.
Tháng 3/2022, cô được chọn làm nữ diễn viên đại diện cho "Lễ hội Pantsu mùa xuân 2022" của FANZA. Video hình ảnh đầu tiên của cô đã được phát hành vào tháng 6, và sách ảnh vào tháng 7 cùng năm. Ngoài ra, cô còn xếp thứ 4 trong hạng mục Nữ diễn viên trong thông cáo hàng tháng của FANZA "Diễn viên khiêu dâm này thật tuyệt! mùa hè 2022".
Tháng 12 cùng năm, cô xếp thứ nhất trong bảng xếp hạng nữ diễn viên khiêu dâm hàng tháng của sàn bán hàng qua bưu điện của FANZA.
Tháng 12 cùng năm, cô nhận giải Grand Prix tại Giải thưởng phim khiêu dâm Asa-Gei 2022 được tài trợ bởi Asahi Geinō trực thuộc Tokuma Shoten. Tháng 12/2022, cô có 9 phim trên 100 phim đứng đầu trong "Bảng xếp hạng số lượng phim khiêu dâm bán ra năm 2022" của Asahi Geinō (phim xếp hạng cao nhất là "Vẻ đẹp kích thích nhìn chằm chằm vào bạn và thì thầm với bạn ngay cả khi bạn chỉ có thể cực khoái một lần" (一度射精しても、見つめて囁きぬいてくれてくれる回春エステ) ở vị trí thứ 34).
Cô đã xếp thứ 1 trong hạng mục Nữ diễn viên trong thông cáo hàng tháng của FANZA "Diễn viên khiêu dâm này thật tuyệt! mùa đông 2022". Cô còn xếp thứ 5 theo bảng xếp hạng nữ diễn viên khiêu dâm hàng năm năm 2022 của FANZA.
Tháng 2/2023, cô xếp thứ 2 trong bảng xếp hạng nữ diễn viên khiêu dâm hàng tháng của sàn bán hàng qua bưu điện của FANZA
Tháng 5/2023, cô đứng thứ 6 trong cuộc "bầu cử nữ diễn viên khiêu dâm SEXY năng động năm 2023" của Asahi Geinō. Cô là người nhanh nhất trong lịch sử của Asahi Geinō được xếp vào 10 thứ hạng cao nhất với chỉ hai năm trong ngành.
Cô đã xếp thứ 5 trong bảng xếp hạng nữ diễn viên khiêu dâm nửa đầu năm 2023 của FANZA.
Khi Fantora tham gia Triển lãm Khiêu dâm Quốc tế Đài Bắc TRE lần đầu tiên, một buổi phát quà đặc biệt (buổi chụp ảnh) Fantora được tổ chức, với các thành viên bao gồm cô cùng Miyashita Rena, Miho Nana và Furukawa Honoka. Cô đã tham gia sự kiện buổi chụp ảnh dành cho 2 người tại Đài Loan từ ngày 4/8 đến 6/8/2023.
Tháng 8/2023, cô đã xếp thứ hai trong bảng xếp hạng nữ diễn viên khiêu dâm của sàn video FANZA hàng tháng, vượt lên trên Mikami Yua, người đã nghỉ việc vào cùng tháng (người xếp thứ nhất là Kawakita Saika).

## Đời tư
- Về nơi sinh của cô, đến ngày 17/1/2023 trang Wikipedia tiếng Nhật hiển thị là Tokyo, tuy nhiên chính cô đã nói rằng "Tôi cảm thấy mình chưa nói về việc mình đến từ đâu. Không nghĩ là tôi đã tiết lộ nó. Vì một lí do nào đó, nó đã được ghi là Tokyo."[1] Và vào cùng khoảng thời gian đó, Wikipedia đã ghi một trong những nghề nghiệp của cô là YouTuber, và cô đã nói về điều này rằng "Tôi cảm thấy rất vui khi mọi người nói với tôi tại các sự kiện là biết đến tôi qua YouTube và những điều như thế, nhưng tôi chắc chắn không phải là một YouTuber".[1]
- Cô đã tham gia câu lạc bộ cổ vũ viên khi học trung học. Mặc dù cô giữ vị trí quản lí câu lạc bộ và đã tập dượt 6[1] lần, có khi 7 lần một tuần, câu lạc bộ không phải là một câu lạc bộ mạnh, tuy nhiên sau khi cô ra trường câu lạc bộ đã được tham gia vào một thế vận hội quốc gia.[6] Mặc dù cô có thể chơi thể thao đến một mức nhất định, cô thích ở trong nhà hơn, và thích xem các bộ anime cả cũ và mới, thích đến mức mà cô đã nói rằng cô "lớn lên bằng việc xem TOKYO MX và BS11".[1][27] Cô còn nói "Đối với tôi, anime là ý nghĩa của cuộc sống, không nói quá đâu. Nếu anime biến mất khỏi thế giới, tôi sẽ chết mất". Đối với manga, ở nhà cô có 1000 sách bìa cứng và 1000 sách trực tuyến, chủ yếu là các bộ anime nguyên tác.[27]
- Lần đầu cô quan hệ tình dục là vào năm đầu trung học, khi cô 15 tuổi.[6] Khi nói về lúc còn là học sinh, cô đã nói rằng "Tôi chưa bao giờ tiết lộ cảm xúc của mình" và đã giải thích về môi trường tình yêu lúc đó là "Không phải vì tôi nổi tiếng, nhưng tôi đã có thể hẹn hò với một người mà tôi rất thích".[6]
- Cô gần như chưa xem phim khiêu dâm bao giờ, tuy nhiên cô thích những điều tục tĩu.[6] Lí do cô thích điều này là vì nó đã giúp cô cảm thấy sảng khoái và giảm căng thẳng.[28]
- Lí do cô ra mắt ngành là vì cô muốn sống một mình.[6] Cô muốn trải nghiệm các kĩ năng chuyên nghiệp.[28] Thêm vào đó, cô thấy ấn tượng với sự chỉn chu trong tương tác của diễn viên trong những cảnh mặt đối mặt. Ngoài ra, trong một cuộc phỏng vấn với FLASH, cô đã nói rằng "một phần là để trả học phí".[29]
- Ở ngoài đời, cô chỉ thực hiện các tư thế thông thường, kiểu chó và đôi khi là tư thế 90 độ, nên cô cảm thấy bất ngờ vì sự đa dạng về tư thế trong phim khiêu dâm.[30] Ngoài ra, ở ngoài đời, cô không nói khi quan hệ tình dục, nên cô cảm thấy kì lạ khi đóng phim khiêu dâm mà phải nói trong cảnh quay.[6]
- Màu mắt và màu tóc của cô là nâu,[2] và vì làn da trắng nổi bật của cô, người hâm mộ và những người liên quan đến cô gọi cô là "đến từ Keyakizaka", tuy nhiên cô đã phớt lờ thông tin về các thần tượng nữ trong nước và nói "Tôi hoàn toàn không hiểu về điều này, nên ngay cả khi có người giải thích về nó tôi cũng không nhớ được".[28]
- Streamer cô yêu thích nhất là Mokō.[31] Cô không xem TV (ngoại trừ anime), và khi lớn lên cô đã xem các nền tảng phát trực tuyến (chủ yếu là Niconico Dōga).[31] Cô đã miêu tả bản thân là một otaku đen tối.[32]
- Mặc dù cô là kiểu người nhút nhát, cô dễ bị thu hút bởi một chủ đề nào đó, nên khi nói về sở thích hay chủ đề nào đó thu hút cô, cô đã nói một cách rất nhanh và lộn xộn.[31]
- Món ăn yêu thích của cô là kem, và tủ lạnh ở nhà của cô luôn được lấp đầy bởi một lượng lớn kem. Thông qua Triển lãm Dokuten, cô cũng đã quan tâm đến các loại côn trùng dùng làm thực phẩm và nấm độc.[33]
- Kể từ khi ra mắt ngành, cô là một paipan (người không để lông mu).[34] Với niềm tin rằng "lông cơ thể ngoài tóc là không cần thiết", cô đã xin bố mẹ để cạo lông mu và đã cạo sạch khi học trung học. Rất nhiều bạn xung quanh đã cạo sạch trước đó, và khi cô nghe rằng cạo lông mu dễ, cô đã nghĩ rằng "có lẽ mình cũng nên thử".[1] Cô cũng đã tẩy lông trên khắp cơ thể.[1] Cô đã hỏi mẹ để tẩy lông cơ thể ở phần thân dưới và cô đã tẩy hoàn toàn nó khi còn học trung học.[34][35]
- Từ khi cô tẩy lông mu và lông ống chân trong phòng mình, cô đã nhắc nhở những người cô quan hệ cũng tẩy lông của họ đi, và cô cũng không thích quan hệ tình dục trên giường của mình.[34] Lí do là vì cô mắc hội chứng sợ bẩn. Cô cũng để bạn bè rửa chân trước khi vào nhà chơi, và thậm chí không để những người đàn ông khác vào nhà nhằm giữ nơi chứa nước được sạch sẽ.[34]